# Alp Grüm station
Alp Grüm station är en järnvägsstation  i byn Alp Grüm i Poschiavo, kantonen Graubünden i 
Schweiz. Stationen ligger på Berninabanan på södra sidan av Berninapasset och trafikeras av Bernina Express och regionaltåg. Den är byns enda förbindelse med yttervärlden på vintern.
Från stationen har man utsikt mot Val Poschiavo och sjön 
Lago di Poschiavo som får sitt vatten från Palüglaciären.

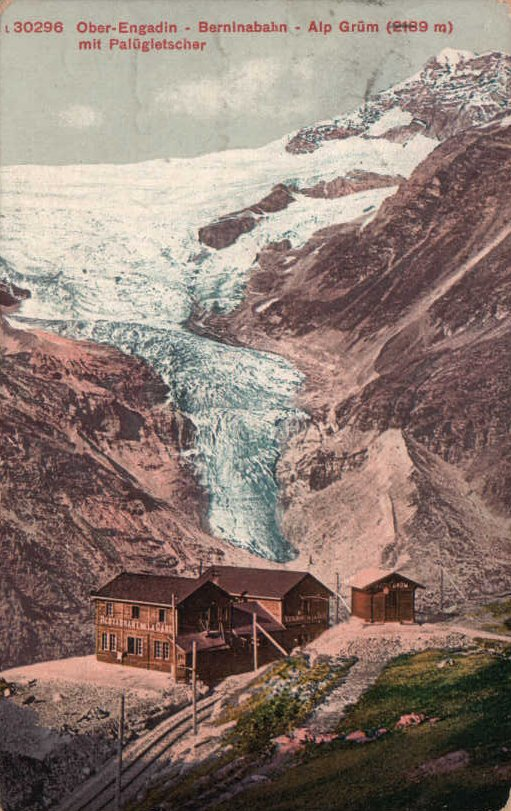
Den första stationen.

Berninabanan och stationen, en enkel träbyggnad, öppnade den 5 juli 1910. Den nuvarande stationsbyggnaden byggdes år 1923. Den är försedd med väntsal och restaurang och på övervåningen finns tio hotellrum för övernattande gäster.
Det första tåget avgår vid sjutiden på morgonen och det sista vid åttatiden på kvällen så hotellet är helt avskuret från yttervärlden om natten.